# ジェフデイビス郡 (ジョージア州)
ジェフデイビス郡（ジェフデイビスぐん、英: Jeff Davis County）は、アメリカ合衆国ジョージア州の南部に位置する郡である。2010年国勢調査での人口は15,068人であり、2000年の12,684人から18.8%増加した。郡庁所在地はヘイゼルハースト市（人口4,226人）であり、同郡で人口最大の都市でもある。郡名はアメリカ連合国唯一の大統領だったジェファーソン・デイヴィスに因んで名付けられた。

## 地理
アメリカ合衆国国勢調査局に拠れば、郡域全面積は335.42平方マイル (868.7 km2)であり、このうち陸地333.38平方マイル (863.5 km2)、水域は2.04平方マイル (5.3 km2)で水域率は0.61%である。

### 主要高規格道路

#### アメリカ国道
- アメリカ国道23号線
- アメリカ国道221号線
- アメリカ国道341号線

#### ジョージア州道
- ジョージア州道19号線
- ジョージア州道19号線接続路
- ジョージア州道27号線
- ジョージア州道107号線
- ジョージア州道135号線
- ジョージア州道135号線接続路
- ジョージア州道268号線

### 隣接する郡
- ウィーラー郡 - 北
- モンゴメリー郡 - 北北東
- トームス郡 - 北東
- アップリング郡 - 南東
- ベーコン郡 - 南東
- コフィー郡 - 南西
- テルフェア郡 - 北西

## 人口動態
以下は2000年の国勢調査による人口統計データである。
| 基礎データ - 人口: 12,684人 - 世帯数: 4,828 世帯 - 家族数: 3,592 家族 - 人口密度: 15人/km2（38人/mi2） - 住居数: 5,581軒 - 住居密度: 6軒/km2（17軒/mi2） 人種別人口構成 - 白人: 81.20% - アフリカン・アメリカン: 15.14% - ネイティブ・アメリカン: 0.24% - アジア人: 0.44% - 太平洋諸島系: 0.04% - その他の人種: 2.39% - 混血: 0.55% - ヒスパニック・ラテン系: 5.13% | 年齢別人口構成 - 18歳未満: 27.2% - 18-24歳: 9.3% - 25-44歳: 28.2% - 45-64歳: 23.3% - 65歳以上: 11.9% - 年齢の中央値: 35歳 - 性比（女性100人あたり男性の人口） - 総人口: 96.5 - 18歳以上: 93.6 世帯と家族（対世帯数） - 18歳未満の子供がいる: 35.7% - 結婚・同居している夫婦: 56.5% - 未婚・離婚・死別女性が世帯主: 13.6% - 非家族世帯: 25.6% - 単身世帯: 22.3% - 65歳以上の老人1人暮らし: 9.1% - 平均構成人数 - 世帯: 2.61人 - 家族: 3.02人 | 収入と家計 - 収入の中央値 - 世帯: 27,310米ドル - 家族: 30,930米ドル - 性別 - 男性: 26,261米ドル - 女性: 20,095米ドル - 人口1人あたり収入: 13,780米ドル - 貧困線以下 - 対人口: 19.4% - 対家族数: 16.8% - 18歳未満: 21.7% - 65歳以上: 22.1% |

## 大衆文化の中で
ロビー・ファルクスが歌う郡の歌『1つの道があるところ』は、「ジェフデイビスは、私の父にとっては郡境がないところ」という歌詞で始まっている。

## 都市と町
- デントン
- ヘイゼルハースト - 郡庁所在地
- スニップスビル